# Élections sénatoriales de 1989 dans l'Hérault
Les élections sénatoriales dans l'Hérault ont lieu le dimanche 24 septembre 1989. 
Elles ont pour but d'élire les sénateurs représentant le département au Sénat pour un mandat de neuf ans.

## Contexte départemental
Lors des élections sénatoriales du 28 septembre 1980 dans l'Hérault, trois sénateurs PS sont élus, Gérard Delfau, Jules Faigt et Marcel Vidal.
Depuis, tous les effectifs du collège électoral des grands électeurs sont renouvelés, avec les élections législatives de 1988 dans l'Hérault, les élections régionales françaises de 1986, les élections cantonales de 1985 et 1988 et les élections municipales françaises de 1989.

## Rappel des résultats de 1980
| Candidat et parti politique | Candidat et parti politique | Candidat et parti politique | Premier tour | Premier tour | Second tour | Second tour |
| Candidat et parti politique | Candidat et parti politique | Candidat et parti politique | Voix         | %            | Voix        | %           |
| --------------------------- | --------------------------- | --------------------------- | ------------ | ------------ | ----------- | ----------- |
|                             | Marcel Vidal                | PS                          | 749          | 53,96        |             |             |
|                             | Jules Faigt                 | PS                          | 595          | 42,87        | 625         | 46,26       |
|                             | Gérard Delfau               | PS                          | 558          | 40,20        | 606         | 44,86       |
|                             | Émilien Soulié              | PCF                         | 383          | 27,59        | 417         | 30,87       |
|                             | Gilbert Martelli            | PCF                         | 312          | 22,48        | Retrait     | Retrait     |
|                             | Marinette Barale            | PCF                         | 305          | 21,97        | Retrait     | Retrait     |
|                             | Pierre Brousse              | UDF                         | 286          | 20,61        | 234         | 17,32       |
|                             | Yves Pietrasanta            | MRG                         | 269          | 19,38        | 503         | 37,23       |
|                             | Pierre Leroy-Beaulieu       | RPR                         | 235          | 16,93        | 208         | 15,40       |
|                             | Benjamin Vialla             | UDF                         | 215          | 15,49        | 1           | 0,07        |
|                             |                             |                             |              |              |             |             |
| Inscrits                    | Inscrits                    | Inscrits                    | 1 403        | 100,00       | 1 403       | 100,00      |
| Abstentions                 | Abstentions                 | Abstentions                 | 8            | 0,57         | 9           | 0,78        |
| Votants                     | Votants                     | Votants                     | 1 395        | 99,43        | 1 392       | 99,22       |
| Blancs et nuls              | Blancs et nuls              | Blancs et nuls              | 7            | 0,50         | 41          | 2,95        |
| Exprimés                    | Exprimés                    | Exprimés                    | 1 388        | 99,50        | 1 351       | 97,05       |

## Sénateurs sortants
| Sénateur | Sénateur      | Parti | Fonctions lors de l'élection en 1980            |
| -------- | ------------- | ----- | ----------------------------------------------- |
|          | Gérard Delfau | PS    | Maire de Saint-André-de-Sangonis                |
|          | Jules Faigt   | PS    | Conseiller général, maire-adjoint de Béziers    |
|          | Marcel Vidal  | PS    | Conseiller général, maire de Clermont-l'Hérault |

## Candidats
Dans l'Hérault, les sénateurs sont élus au scrutin majoritaire à deux tours. 
| Candidats | Candidats            | Parti | Principale fonction                                                    |
| --------- | -------------------- | ----- | ---------------------------------------------------------------------- |
|           | François Liberti     | PCF   | Conseiller régional, conseiller général                                |
|           | Gérard Bouisson      | PCF   | Maire de Villeneuve-lès-Maguelonne                                     |
|           | Jean Guy             | PCF   | Maire de Murviel-lès-Béziers                                           |
|           | Gérard Delfau        | PS    | Sénateur sortant, conseiller général, maire de Saint-André-de-Sangonis |
|           | André Vézinhet       | PS    | Conseiller général, maire-adjoint de Montpellier                       |
|           | Marcel Vidal         | PS    | Sénateur sortant, conseiller général, maire de Clermont-l'Hérault      |
|           | Yves Pietrasanta     | MRG   | Conseiller régional, conseiller général, maire de Mèze                 |
|           | Pierre Guiraud       | DVG   | Conseiller général, maire de Pézenas                                   |
|           | André Galan          | DVG   | Conseiller général, maire de Montagnac                                 |
|           | Antoine Martinez     | DVG   | Conseiller général, maire de Bédarieux                                 |
|           | Yves Marchand        | UDF   | Conseiller régional, maire de Sète                                     |
|           | Jean-Claude Martinez | FN    | Conseiller municipal de Montpellier                                    |
|           | Alain Jamet          | FN    | Conseiller régional                                                    |
|           | Robert Thiéry        | FN    |                                                                        |

## Résultats
Les nouveaux représentants sont élus pour une législature de 9 ans au suffrage universel indirect par les 1 761 grands électeurs du département.
| Candidat et parti politique | Candidat et parti politique | Candidat et parti politique | Premier tour | Premier tour | Second tour | Second tour |
| Candidat et parti politique | Candidat et parti politique | Candidat et parti politique | Voix         | %            | Voix        | %           |
| --------------------------- | --------------------------- | --------------------------- | ------------ | ------------ | ----------- | ----------- |
|                             | Marcel Vidal                | PS                          | 862          | 50,09        |             |             |
|                             | Gérard Delfau               | PS                          | 790          | 45,90        | 1 007       | 63,53       |
|                             | André Vézinhet              | PS                          | 733          | 42,59        | 962         | 60,69       |
|                             | Yves Marchand               | UDF                         | 522          | 30,33        | 578         | 36,47       |
|                             | Yves Pietrasanta            | MRG                         | 390          | 22,66        | Retrait     | Retrait     |
|                             | François Liberti            | PCF                         | 196          | 11,39        | Retrait     | Retrait     |
|                             | Gérard Bouisson             | PCF                         | 312          | 10,98        | Retrait     | Retrait     |
|                             | Marinette Barale            | PCF                         | 182          | 10,58        | Retrait     | Retrait     |
|                             | Pierre Guiraud              | DVG                         | 102          | 5,93         | Retrait     | Retrait     |
|                             | André Galan                 | DVG                         | 81           | 4,71         | Retrait     | Retrait     |
|                             | Antoine Martinez            | DVG                         | 77           | 4,47         | Retrait     | Retrait     |
|                             | Jean-Claude Martinez        | FN                          | 71           | 4,13         | 93          | 5,87        |
|                             | Alain Jamet                 | FN                          | 55           | 3,20         | Retrait     | Retrait     |
|                             | Robert Thiéry               | FN                          | 54           | 3,14         | Retrait     | Retrait     |
|                             |                             |                             |              |              |             |             |
| Inscrits                    | Inscrits                    | Inscrits                    | 1 761        | 100,00       | 1 761       | 100,00      |
| Abstentions                 | Abstentions                 | Abstentions                 | 15           | 0,85         | 35          | 1,99        |
| Votants                     | Votants                     | Votants                     | 1 746        | 99,15        | 1 726       | 98,01       |
| Blancs et nuls              | Blancs et nuls              | Blancs et nuls              | 25           | 1,43         | 141         | 8,17        |
| Exprimés                    | Exprimés                    | Exprimés                    | 1 721        | 98,57        | 1 585       | 91,83       |